# 楊延安
楊高，字延安（“延光”或“延慶”），楊家將小說、戲曲及民間傳說中的人物；并州太原（今山西太原）人，金刀老令公楊業的第三子，故稱“楊三郎”。為人心思細密，有自己的想法；不需要上陣的時候與眾弟打成一片，眾弟也很愛戴他。雖然有擔當主將的時候，但在楊家將中卻經常擔當着斷後大軍的位置；每次向前推進或者撤退的時候，都能獨當一面為大軍作斷後的工作。

## 生平
楊三郎，字延安，《金枪传》编写三郎的专属武器是透甲縷金槍。早年隨太君北伐抗遼，在北遼陣前斬將奪旗；後為代州防禦使、官封忠武將軍。

### 幽州救援
原著《楊家將演義》：遼國急攻在邠陽城宋太宗和大郎延平，延平遂即到代州與幽州屯兵的楊業救援，楊業道知後，與七子八人離開代州，到邠陽城救援。大郎延平代宋太宗詐降，并在相見之際，射殺天慶王。激怒了遼將韓延壽，大郎延平射殺天慶王後，在沒有準備之下被一槍刺死。延定救援途中，與耶律奇交鋒時，被遼兵削去馬腳。延定躺翻在地下，被亂馬踩死。延安見勢不妙，騎馬衝出重圍。走到蘆葦草叢內不到一里，被遼兵設下的長鈎套索把他的戰馬絆倒，延安傾倒離開馬鞍，此時被遼兵所殺。
《楊家府演義》：大概與楊家將演義的故事一樣，在幽州為保護宋太宗離開，而與兄弟一行五人迎戰遼邦，讓父親楊令公及六郎、七郎護送宋太宗離開。在令公等人撤離後，侍臣據逃回的士兵的戰況向楊令公回報，并説道三郎被遼國的短劍軍亂砍至死。

### 血戰金沙灘
劉蘭芳《楊家將》評書：
大郎見此讓自己代替宋太宗到會盟臺簽降書時殺死韓昌和天慶王，二郎自己裝扮成八賢王，眾弟郎陪同。大郎到達後射殺了天慶王，舉動惹怒了眾遼將，遼兵遼將一擁而上，二郎延定和三郎延安等眾弟擺槍迎敵。誰知大郎在上馬不為意下被偷襲而亡。衝出第一個土城的時候，大郎、二郎相繼戰死，八郎延順被城外的遼兵圍困，被鉤杆至馬失前蹄，剛有遼將一斧頭砍向八郎，八郎閃身再被砍，在危急時候三郎延安在後面呼喊，遼將打算回頭一看，誰知被一槍刺死，再把拿鉤杆的遼兵掃殺救了八郎。八郎因為二郎死了非常悲傷，三郎知道二郎死，由他來為其他弟弟斷後。把自己的馬給了八郎脫險，自己在後面殿后，延安心想：“八郎不是自己親兄弟，可是王令公（王子明）的兒子。父母雙亡沒有人照顧，母親是特別疼惜他。這些事應該由自己和其他哥哥承擔，他是王家千耕地的一顆小苗，我應該騎他受傷的戰馬。”剛和八郎想走，被大批遼兵圍攻，三郎拼命開出一條血路，讓八郎先走。三郎延安一連挑落七個遼將，遼兵慌忙得弓箭亂射。最後因寡不敵眾身中十多箭，目眩的他連所騎的戰馬也帶傷倒下，延安也一併倒在地上。延安在四肢無力下拿起旁邊的沙子感嘆自己不能回京城見娘親，不能和妻子白頭到老，願用身體養肥大地。三郎閉著眼睛，手握沙土，被城外的遼軍軍馬衝過來而踏成肉泥。當六郎殺出重圍時，聽見八郎說三哥在後面圍困時而趕回去救三郎，但只見八郎的戰馬，地下一片血肉泥漿，六郎用沙蓋著這堆遺體，誓要幫三郎報仇。
田連元《楊家將》評書：大郎假扮宋主，二郎假扮八賢王，三郎裝扮成殿前將軍，四郎、五郎裝扮成保駕大臣，六郎裝扮成虎賁隊隊長，七郎楊延嗣、八郎楊延順，因為較為年輕而裝扮給皇帝、王爺牽馬的禦馬童，金刀楊業，東平王高君保、魯南王鄭印、金鞭王呼延贊等人一起前往。潘仁美和將士保護真皇上在將營。眾人代宋太宗到金沙灘雙龍會談判，大郎、二郎毒發而死後，三郎在眾人圍着大郎、二郎的時候發現大家都被五百弓箭手包圍。大家抬頭一看，門口和窗口布滿弓箭手，東平王高君保、魯南王鄭印、鐵鞭王呼延贊、三郎、四郎、五郎和將士們拿出武器打算往外衝殺。遭到屋子各處弓箭手的箭雨投下，連忙用刀劍抵擋，大家都想如果能衝出去，騎上馬拿上武器就能突圍出城的可能，如果再這樣下去會被困着，難免會被射殺。六郎在大廳外聽到廝殺聲，便拿起寶劍帶上他的虎賁部隊救援，但被五千左短刀右盾牌的遼兵攔下不能救援，但是他手上沒有長槍和馬，虎賁部隊不能突進，全都在七郎和八郎那裡。忽然聽講七郎大喊哥哥在哪裡，和八郎在幽州把十幾匹馬帶去救援。左右遼兵用藉口攔著他們，七郎和八郎把他們都怒打，六郎找回自己的坐騎後，與七郎把馬送進去救援被困的眾人。三郎、四郎、五郎、高君保、鄭印、呼延贊等都騎上各自的戰馬突圍，遼大將耶律斜緊追他們不放。楊三郎於是領著部分人馬在後方斷後，讓六郎等人先撤退，三郎獨自一人來應付。在眾批逃亡的宋軍中報告出楊家將等人的下落，到最後的逃亡宋軍稟告，楊三將軍在亂軍中中了耶律斜軫所放的暗箭，再被馬踏身亡。

### 三英陣亡
評書《楊家將演義》：楊家軍楊業為先鋒、潘家軍潘仁美為中軍、呼家軍呼延贊後援糧草等軍備三路進軍遼國，保駕宋太宗出征北伐遼邦。來到五臺山，楊業與七子拜佛求平安。方丈智聰禪師目到楊業以天下為大任，非常感動，但他不忍心楊家將到來的災難，也不敢道破天機，於是勸楊業解甲歸田。楊令公回答：“楊業自己不是貪功好戰之人，全因遼邦屢次侵擾，無論北宋還是遼國的百姓都被害得民不聊生。只能以戰止戰制止遼邦的行為，為百姓謀福。如果兩國而友好結交，我一定解甲歸田，不會再過問功名利祿。”智聰禪師（京劇為鬼谷子）看見楊業這樣便對他說：“我有一句話給將軍——金沙灘雙龍會；七子去，六子回。” 令公認為七子其中一人回不來，而大郎是保駕大將軍，也是這場戰役首當其衝的主將，還望智聰禪師解釋其意，禪師搖頭不回答，令公也不勉強，便與七子下山出征。
楊家將連續大破遼軍，蕭太後只好親臨陣地，鼓舞士氣，并想出以退為進，誘宋太宗到金沙灘談判，一并將宋太宗和楊家將擒拿。楊業知道這是蕭太後的詭計，看到大郎面貌與宋主相像，提議由大郎喬裝代宋太宗談判；最後得到宋太宗同意，大郎坐上座駕代宋主到金沙灘談判。在金沙灘中對峙，天慶王在談判過程中，看破宋太祖是楊大郎假扮的，便號令開戰。楊業冷靜地分三路應對，左路由大郎延平、二郎延定、三郎延安率領，中路由其父楊業和六郎延昭、七郎延嗣率領，右路則是四郎延輝、五郎延德率領。各路楊家軍奮戰殺敵，遼兵急劇增加，楊家軍各三路都被衝散，首尾不能相顧。而左路軍的大郎楊延平看到天慶王在馬上坐山觀虎鬥，左右無人，便挽弓一箭射殺天慶王。激怒了遼軍，被遼軍亂槍至死。同一路軍的二郎看到大哥被刺死，眼睛通紅怒殺左右遼軍，打算救援大郎。二郎雖然很勇猛，但可惜部下全部戰死，自己的坐騎馬腳被遼兵削去而翻倒。眼看大郎慢慢死去，二郎也無力救援大郎，自己也被亂槍刺死，再被馬踏而亡。同路軍的三郎看到大郎、二郎被殺，軍隊幾乎被全部殲滅，隨即躍馬突圍逃跑，馬跑到蘆葦草叢，誰知道被遼兵設下的鉤鐮槍鈎去馬腳而摔倒在地，再被遼兵一擁而殺。

## 家庭

### 父親
- 楊業（金刀老令公）

### 母親
- 佘太君（老令婆）

### 兄
- 大郎延平
- 二郎延定；

### 弟
- 四郎延輝；
- 五郎延德；
- 六郎延昭；
- 七郎延嗣；
- 八郎延順

### 妹
- 八妹延琪
- 九妹延瑛

## 歷代扮演
- 《杨家将》中，由李国麟饰演
- 《杨门虎将》中，由于小伟饰演
- 《少年杨家将》中，由王晓明饰演
- 《忠烈杨家将》中，由周渝民饰演
- 《五郎八卦棍》中，由麦德罗饰演

## 外部連結
- 楊家將演義 第十六回　太宗駕幸五臺山　淵平戰死幽州城
- 楊家府演義 太宗駕幸昊天寺 （页面存档备份，存于）
- 評書楊家將[永久]
- 田連元 血戰金沙灘[永久]

Template:七郎八虎